# Jeong Do Jeon (serie de televisión)
Jeong Do Jeon (en hangul, 정도전; en hanja, 鄭道傳), es una serie sageuk surcoreana, emitida por KBS 1TV desde el 4 de enero al 29 de junio de 2014. Protagonizada por Cho Jae Hyun, quien hace el papel de Jeong Do Jeon (1342 - 1398), uno de los políticos más importantes durante la dinastía Joseon.

## Sinopsis
La historia comienza cuando esta por comenzar un nuevo periodo en la historia de Corea, el último año (1374) del rey Gongmin y por ende el último año de la dinastía Goryeo, tras una serie de abusos de poder y corrupción lo que provoca su decaimiento y fin, para dar paso a la dinastía Joseon.

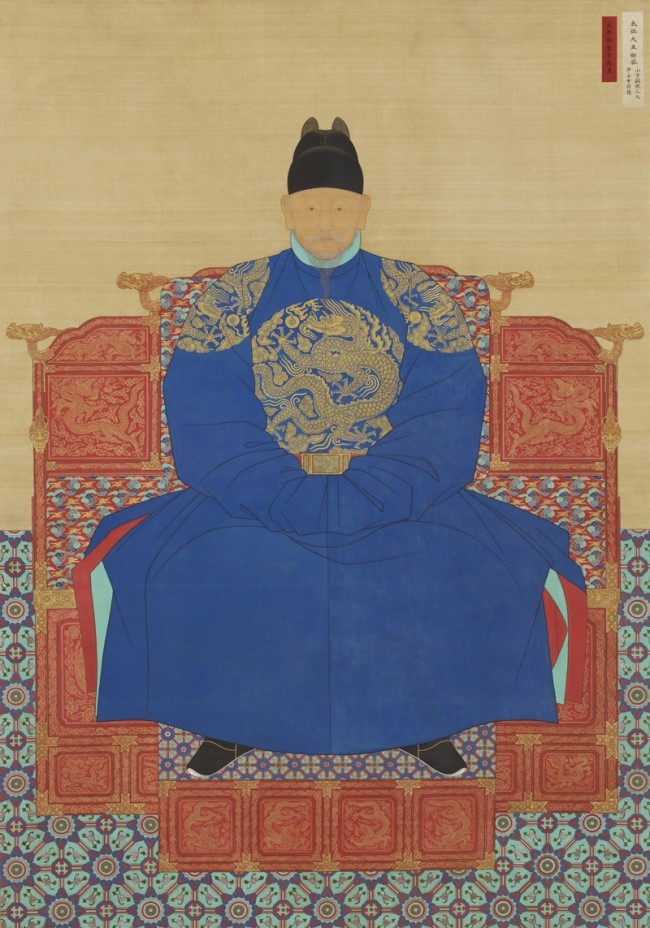
Rey Taejo

Ante todo lo anterior Jeong Do Jeon un aristócrata y político, ayuda al rey Taejo a tomar el poder y este le otorga a disposición los asuntos de estado, por lo que el decidió asuntos políticos, diplomacia, educacionales y promulgación de leyes fiscales, como el cambio de la religión nacional del Budismo al Confucianismo y traslado la capital de la dinastía a Seúl.Finalmente muere a seis años de la instauración de la dinastía a manos de su rival Yi Bang Won, el quinto hijo del Rey Taejo

## Reparto

### Principal
- Cho Jae Hyun (adulto) / Kang Yi Seok (joven) como Jeong Do Jeon
- Yoo Dong Geun como Yi Seong Gye (Rey Taejo)
- Park Yeong-gyu como Yi In-im
- Seo In Seok como Choe Yeong
- Im Ho (adulto) / Won Duk Hyun (joven) como Jeong Mong Ju
- Ahn Jae Mo como Yi Bang Won (Rey Taejong)

### Secundario
- Lee Ah Hyun como Señorita Choi (esposa de Jeong Do Jeon)
- Lee Choon Shik como Deuk Bo / Ah Beom
- Im Dae Ho como Nam Eun
- Lee Byung Wook como Yoon So Jong
- Jeon Hyeon como Jo Joon
- Park Yoo Seung como Shim Hyo Saeng
- Kim Jung Min como Jung Jin
- Lee Doo Seok como Jung Young
- Yoo Jang Young como Jung Yoo
- Lee Il Hwa como Señorita Kang (Reina Shindeok)
- Sun Dong Hyuk como Yi Ji Ran
- Kang In Ki como Yi Bang Woo (Príncipe Jinan)
- Lee Tae Rim como Yi Bang Gwa (Rey Jeongjong de Joseon)
- Kim Yoon Tae como Jo Young Gyu
- Song Yong Tae como Bae Geuk Ryeom
- Song Geum Sik como Byun An Ryeol
- Park Byung Ho como Muhak
- Jung Ho Keun como Im Kyun Mi
- Kim Min Sang como Uhm Heung Bang
- Bang Hyung Joo como Ji Yoon
- Kwon Tae Won como Ahn Sa Ki
- Kim Myung Soo como Rey Gongmin
- Lee Deok Hee como Reina Myeongdeok
- Park Jin Woo como Rey Woo
- Kim Jin Tae como Kyung Bok Heung
- Lee Jung Sung como Choe Man Saeng
- Seo Woo Jin como Hong Ryun
- Park Ji Il como Yi Saek
- Kim Seung Wook como Park Sang Choong
- Lee Kwang Ki como Ha Ryun
- Kim Cheol Ki como Kwon Geun
- Jung Hee-tae como Yi Soong In[6]
- Shin Yong Gyu como Yi Cheom
- Jang Tae Sung como Hwang Cheon Bok
- Park Joon-mok como Lee Bang-seok
- Lee Dae Ro como Hwang Yeon
- Kang Ye Sol como Yang Ji

### Apariciones especiales
- Kim Ki-doo como Yeong Choon.
- Heo Sung-tae como un general de Goryeo.